# Liste de mosquées d'Israël
Cet article concerne les mosquées en Israël, hors Jérusalem. Pour les mosquées à Jérusalem, voir Liste de mosquées de Jérusalem.

Cet article présente la liste de mosquées d'Israël.

## Liste
| Nom                                                     | Image | Géolocalisation              | Ville                        | District  | Inauguration  |
| ------------------------------------------------------- | ----- | ---------------------------- | ---------------------------- | --------- | ------------- |
| Mosquée Mahmood de Haïfa (en)                           |       | 32° 47′ 18″ N, 34° 58′ 12″ E | Haïfa                        | Haïfa     | 1931, 1977    |
| Mosquée de la Paix Akhmad Kadyrov (he)                  |       | 31° 48′ 20″ N, 35° 06′ 48″ E | Abou Gosh                    | Jérusalem | 23 mars 2014, |
| Mosquée bédouine Segev Shalom / Shaqib al-Salam         |       | 31° 12′ 06″ N, 34° 50′ 29″ E | Shaqib al-Salam (en) (Négev) | Sud       | 1994          |
| Mosquée blanche de Ramla (en)                           |       | 31° 55′ 39″ N, 34° 51′ 58″ E | Ramla                        | Centre    | VIIIe siècle  |
| Mosquée Al-Muallaq d'Acre (en)                          |       | 32° 55′ 15″ N, 35° 04′ 08″ E | Acre                         | Nord      | 1758          |
| Mosquée Jezzar Pasha d'Acre (en)                        |       | 32° 55′ 22″ N, 35° 04′ 13″ E | Acre                         | Nord      | 1781          |
| Mosquée de Mazra'a                                      |       | 32° 58′ 59″ N, 35° 05′ 57″ E | Mazra'a (en) (Galilée)       | Nord      | 1964          |
| Mosquée blanche de Nazareth (en)                        |       | 32° 42′ 13″ N, 35° 17′ 51″ E | Nazareth                     | Nord      | 1808          |
| Mosquée Makam al-Nabi Sain de Nazareth (en)             |       | 32° 42′ 31″ N, 35° 17′ 43″ E | Nazareth                     | Nord      |               |
| Mosquée Sidna Ali de Herzliya                           |       | 32° 11′ 16″ N, 34° 48′ 20″ E | Herzliya                     | Tel Aviv  | XIIIe siècle  |
| Mosquée Al-Bahr de Jaffa (en)                           |       | 32° 03′ 20″ N, 34° 45′ 10″ E | Tel Aviv-Jaffa               | Tel Aviv  | XVe siècle    |
| Mosquée Hassan Bek                                      |       | 32° 03′ 59″ N, 34° 45′ 49″ E | Tel Aviv-Jaffa               | Tel Aviv  | 1916          |
| Mosquée Mahmoudiya de Tel Aviv (en)                     |       | 32° 03′ 18″ N, 34° 45′ 20″ E | Tel Aviv-Jaffa               | Tel Aviv  | 1730, 1812    |
| Mosquée de Calanson (ancien château des croisades)      |       | 32° 17′ 19″ N, 34° 58′ 53″ E | Qalansawe                    | Centre    |               |
| Mosquée Al Zaghir d'Haïfa (he)                          |       | 32° 48′ 54″ N, 35° 00′ 13″ E | Haïfa                        | Haïfa     |               |
| Grande Mosquée de Ramla (de)                            |       | 31° 55′ 30″ N, 34° 52′ 30″ E | Ramla                        | Centre    |               |
| Mosquée El Bachar d'Acre (pl)                           |       | 32° 55′ 13″ N, 35° 04′ 11″ E | Acre                         | Nord      | 1586          |
| Mosquée El-Zituna (pl)                                  |       | 32° 55′ 20″ N, 35° 04′ 10″ E | Acre                         | Nord      | 1862          |
| Mosquée El-Majdila (pl)                                 |       | 32° 55′ 23″ N, 35° 04′ 07″ E | Acre                         | Nord      | 1810          |
| Mosquée de la mer de Tibériade (he)                     |       | 32° 47′ 12″ N, 35° 32′ 35″ E | Tibériade                    | Nord      | 1702          |
| Mosquée de la Paix de Nazareth (pl)                     |       | 32° 42′ 14″ N, 35° 18′ 05″ E | Nazareth                     | Nord      |               |
| Mosquée Jabaliya de Tel Aviv (he)                       |       | 32° 02′ 15″ N, 34° 44′ 52″ E | Tel Aviv                     | Tel Aviv  | 1877          |
| Mosquée Zidani de Tibériade (he)                        |       | 32° 47′ 16″ N, 35° 32′ 28″ E | Tibériade                    | Nord      |               |
| Mosquée El Shazliya d'Acre (he)                         |       | 32° 55′ 23″ N, 35° 04′ 09″ E | Acre                         | Nord      | 1862          |
| Grande Mosquée de Beer-Sheva (he)                       |       | 31° 14′ 30″ N, 34° 47′ 18″ E | Beer-Sheva                   | Sud       |               |
| Toit du Maqam de Shihab al-Din (he)                     |       | 32° 42′ 06″ N, 35° 17′ 51″ E | Nazareth                     | Nord      |               |
| Mosquée Ajami de Tel Aviv (he)                          |       | 32° 02′ 51″ N, 34° 44′ 57″ E | Tel Aviv                     | Tel Aviv  |               |
| Mosquée Istiklal d'Haifa (ar)                           |       | 32° 48′ 45″ N, 35° 00′ 14″ E | Haïfa                        | Haïfa     |               |
| Mosquée Al Jarina d'Haifa (he)                          |       | 32° 49′ 00″ N, 35° 00′ 08″ E | Haïfa                        | Haïfa     |               |
| Mosquée Raml d'Acre (ar)                                |       | 32° 55′ 19″ N, 35° 04′ 14″ E | Acre                         | Nord      | 1702          |
| Mosquée al-Omari de Lod (he)                            |       | 31° 57′ 11″ N, 34° 53′ 58″ E | Lod                          | Centre    | 1269          |
| Mosquée Cheikh Amir ad-Din de Nazareth (pl)             |       | 32° 42′ 07″ N, 35° 17′ 44″ E | Nazareth                     | Nord      | 1911          |
| Grande Mosquée d'Ashkelon (he)                          |       | 31° 40′ 08″ N, 34° 35′ 10″ E | Ashkelon                     | Sud       | 1300          |
| Mosquée Siksik de Tel Aviv (en)                         |       | 32° 03′ 11″ N, 34° 45′ 28″ E | Tel Aviv                     | Tel Aviv  |               |
| Mosquée Rouge de Safed (he)                             |       | 32° 57′ 53″ N, 35° 29′ 46″ E | Safed                        | Nord      | 1276          |
| Minaret de la mosquée Sheikh Issa ou mosquée As Suwayqa |       | 32° 57′ 59″ N, 35° 29′ 49″ E | Safed                        | Nord      |               |
| Mosquée Al-Yonissi ou mosquée du marché                 |       | 32° 58′ 01″ N, 35° 29′ 35″ E | Safed                        | Nord      |               |
| Mosquée Abu Bakr de Sakhnin                             |       | 32° 51′ 37″ N, 35° 18′ 19″ E | Sakhnin                      | Nord      |               |
| Mosquée Abu Bakr de Tur'an                              |       | 32° 46′ 33″ N, 35° 22′ 09″ E | Tur'an                       | Nord      |               |
| Ancienne Mosquée d'Abou Gosh                            |       | 31° 48′ 27″ N, 35° 06′ 28″ E | Abou Gosh                    | Jérusalem |               |
| Mosquée Jama al-Budrus                                  |       | 32° 03′ 13″ N, 34° 45′ 02″ E | Jaffa                        | Tel Aviv  |               |
| Ancienne mosquée de Shefa Amr                           |       | 32° 48′ 21″ N, 35° 10′ 10″ E | Shefa Amr                    | Nord      |               |
| Ancienne mosquée de Salama, Tel Aviv                    |       | 32° 03′ 00″ N, 34° 48′ 20″ E | Salama, Tel Aviv             | Tel Aviv  |               |
| Mosquée Al-Nuzha (he)                                   |       | 32° 02′ 49″ N, 34° 45′ 30″ E | Jaffa                        | Tel Aviv  | 1933          |